# Landesregierung Redler

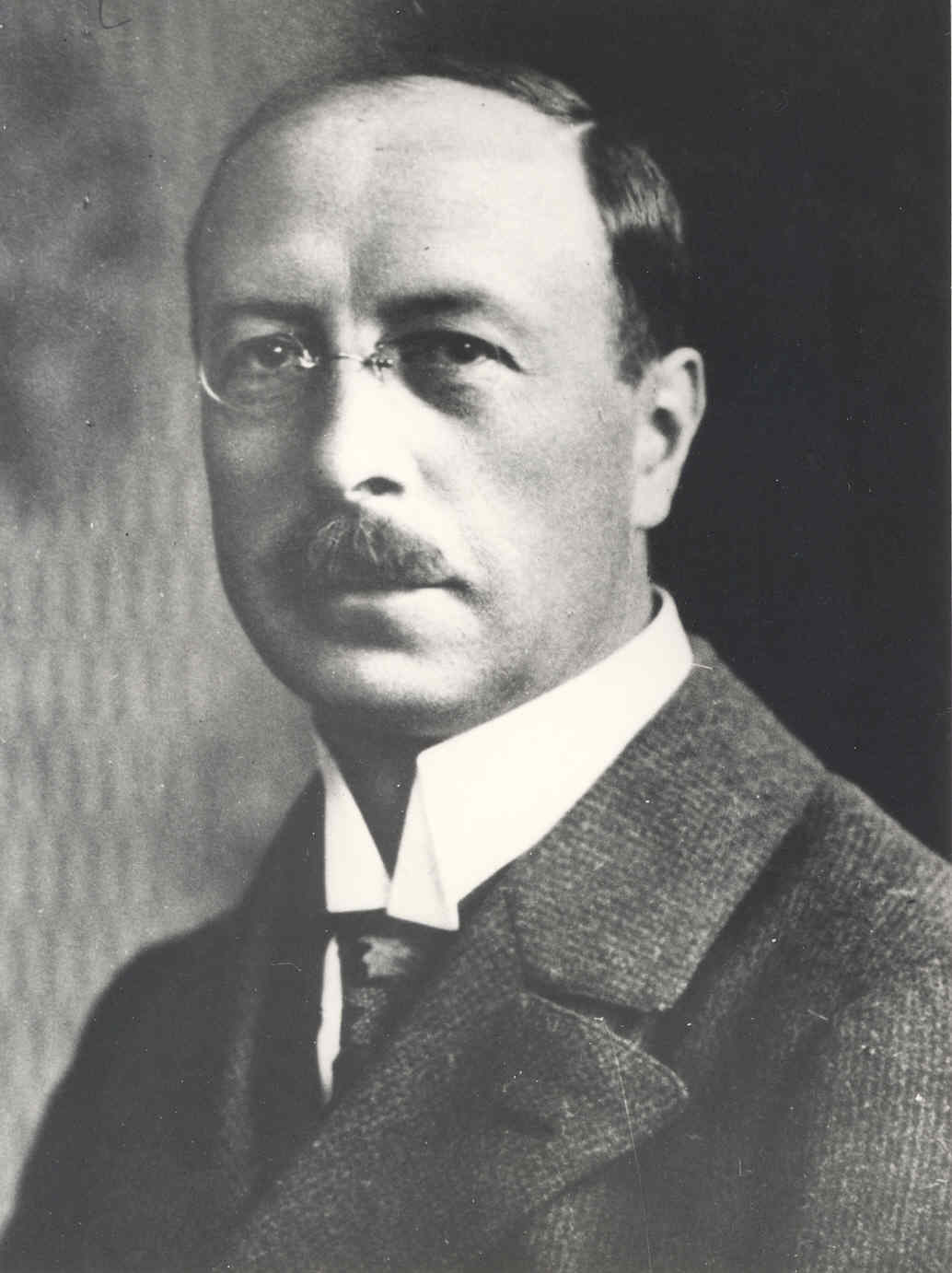
Ferdinand Redler, Vorarlberger Landeshauptmann von 9. Dezember 1930 bis 14. Juli 1931

Die Landesregierung Redler bildete die Vorarlberger Landesregierung in der XIII. Gesetzgebungsperiode des Vorarlberger Landtags zwischen 1930 und 1931. Nachdem der bisherige Landeshauptmann Otto Ender am 4. Dezember 1930 zum Bundeskanzler gewählt worden war, wurde am 9. Dezember Ferdinand Redler zum neuen Landeshauptmann gewählt. Zudem rückte Martin Schreiber als neuer Landesstatthalter nach. Bereits am 14. Juli 1931 endete die Amtszeit der Regierung Redler mit der Wiederwahl Enders zum Landeshauptmann. Damit folgte der Regierung Redler die Landesregierung Ender VI nach.

## Wahl der Landesregierung
Nach seiner Wahl zum Bundeskanzler am 4. Dezember 1930 trat zudem Otto Ender von seinem Amt als Landeshauptmann und Landtagspräsident zurück und ließ sich als Abgeordneter beurlauben. Zu seinem Nachfolger als Landeshauptmann wurde am 9. Dezember 1930 Ferdinand Redler mit 20 von 29 abgegebenen Stimmen gewählt, wobei zudem 8 leere Stimmzettel abgegeben wurden und eine Stimme auf Johann Josef Mittelberger entfiel. Zudem wurde in dieser Sitzung Martin Schreiber zum neuen Landesstatthalter gewählt. Er hatte bei seiner Wahl 22 Stimmen erhalten, wobei sieben leere Stimmzettel abgegeben worden waren. Die übrigen Mitglieder der Landesregierung waren bereits am 2. April 1928 gewählt worden.

## Regierungsmitglieder
| Amt               | Name                      | Partei | Ressorts |
| ----------------- | ------------------------- | ------ | -------- |
| Landeshauptmann   | Ferdinand Redler          | CSP    |          |
| Landesstatthalter | Martin Schreiber          | CSP    |          |
| Landesrat         | Josef Kennerknecht        | CSP    |          |
| Landesrat         | Johann Josef Mittelberger | CSP    |          |
| Landesrat         | Bernhard Neyer            | CSP    |          |
| Landesrat         | Josef Rüf                 | CSP    |          |
| Landesrat         | Fritz Preiß               | SDAP   |          |